# Grand Canyon von Grönland
Als Grand Canyon von Grönland wird von der Zeitschrift Science ein 2013 in Grönland entdeckter unter dem Grönländischen Eisschild liegender Canyon bezeichnet. Der mehr als 750 Kilometer lange, bis zu 800 Meter tiefe und 10 Kilometer breite Canyon reicht von der Mitte Grönlands nordwärts in den Arktischen Ozean bis zum Fjord des Petermann Gletsjers. Demnach ist er der längste bisher entdeckte Canyon der Welt. Der Canyon wurde durch Daten des Ice-Penetrating Radar der NASA im Rahmen der „Operation IceBridge“ von Wissenschaftlern der University of Bristol, der University of Calgary und der Universität Urbino entdeckt. Aufgrund der V-Form vermuten die Wissenschaftler, dass er durch fließendes Wasser geformt wurde.